# Championnat du Salvador de football 1972
Navigation
Saison précédente Saison suivante
La Primera División 1972 est la vingt-deuxième édition de la première division salvadorienne.
Lors de ce tournoi, le CD Juventud Olímpica a tenté de conserver son titre de champion du Salvador face aux neuf meilleurs clubs salvadoriens.
Chacun des dix clubs participant était confronté deux fois aux neuf autres équipes. Puis les six meilleurs se sont affrontés lors d'une phase finale à la fin de la saison alors que les quatre moins bon se sont affrontés pour ne pas descendre.
Seulement deux places étaient qualificatives pour la Coupe des champions de la CONCACAF également qualificatives pour la Coupe de la Fraternité.

## Les 10 clubs participants
| \| Sonsonate : CD Juventud Olímpica CD Sonsonate Adler San Nicolas CD Águila Alianza FC CD Atlético Marte Club Deportivo FAS Excélsior FC Club Deportivo FAS Excélsior FC Sonsonate CD Municipal Limeño Alianza FC CD Atlético Marte Sonsonate Universidad Barrios \| Localisation des clubs engagés dans le championnat. |
| Sonsonate : CD Juventud Olímpica CD Sonsonate Adler San Nicolas CD Águila Alianza FC CD Atlético Marte Club Deportivo FAS Excélsior FC Club Deportivo FAS Excélsior FC Sonsonate CD Municipal Limeño Alianza FC CD Atlético Marte Sonsonate Universidad Barrios                                                           |

| Club                        | Stade                        | Capacité          | Ville              |
| Adler San Nicolas           | Stade inconnu                | Capacité inconnue | San Nicolas        |
| CD Águila                   | Stade Juan Francisco Barraza | 10 000            | San Miguel         |
| Alianza FC                  | Stade Cuscatlán              | 45 925            | San Salvador       |
| Excélsior FC (en)           | Stade inconnu                | Capicité inconnue | Santa Ana          |
| Club Deportivo FAS          | Stade Oscar Quiteño          | 15 000            | Santa Ana          |
| CD Juventud Olímpica        | Stade Ana Mercedez           | 8 000             | Sonsonate          |
| CD Municipal Limeño         | Stade Jose Ramon Flores      | 5 000             | Santa Rosa de Lima |
| CD Atlético Marte           | Stade Cuscatlán              | 45 925            | San Salvador       |
| CD Sonsonate                | Stade Anna Mercedes Campos   | 8 000             | Sonsonate          |
| Universidad Gerardo Barrios | Complejo Deportivo España    | Capacité inconnue | Ciudad Barrios     |

## Compétition
La compétition se déroule en deux phases :
- La première phase : les dix-huit journées de championnat.
- La phase finale et la phase de relégation : les dix et les six journées de championnat supplémentaires pour départager respectivement les six premiers et les quatre derniers.

### Première phase
Lors de la première phase les dix équipes affrontent à deux reprises les neuf autres équipes selon un calendrier tiré aléatoirement.
Le classement est établi sur l'ancien barème de points (victoire à 2 points, match nul à 1, défaite à 0).
Le départage final se fait selon les critères suivants :
- Le nombre de points.
- Un match d'appui pour départager les équipes.

#### Classement
| Rang | Équipe                      | Pts | J  | G  | N | P | Bp | Bc | Diff |
| ---- | --------------------------- | --- | -- | -- | - | - | -- | -- | ---- |
| 1    | Club Deportivo FAS          | 25  | 18 | 11 | 3 | 4 | 27 | 18 | +9   |
| 2    | CD Águila                   | 23  | 18 | 9  | 5 | 4 | 30 | 22 | +8   |
| 3    | CD Juventud Olímpica (T)    | 23  | 18 | 8  | 7 | 3 | 23 | 17 | +6   |
| 4    | Alianza FC                  | 18  | 18 | 7  | 4 | 7 | 31 | 25 | +6   |
| 5    | Universidad Gerardo Barrios | 18  | 18 | 7  | 4 | 7 | 18 | 14 | +4   |
| 6    | CD Municipal Limeño (P)     | 17  | 18 | 4  | 9 | 5 | 16 | 18 | -2   |
| 7    | Excélsior FC (en)           | 15  | 18 | 6  | 3 | 9 | 19 | 25 | -6   |
| 8    | Adler San Nicolas           | 14  | 18 | 3  | 8 | 7 | 21 | 28 | -7   |
| 9    | CD Sonsonate                | 14  | 18 | 5  | 4 | 9 | 15 | 23 | -8   |
| 10   | CD Atlético Marte           | 13  | 18 | 4  | 5 | 9 | 19 | 29 | -10  |

| Légende : Qualifications et relégations | Légende : Qualifications et relégations                  |
| --------------------------------------- | -------------------------------------------------------- |
|                                         | Qualifié pour la phase finale                            |
|                                         | Qualifié pour la phase de relégation en Segunda División |
|                                         | (T) : Tenant du titre (P) : Promu de la saison 1971      |

### La phase de relégation
Lors de la phase de relégation, les quatre équipes affrontent à deux reprises les trois autres équipes selon un calendrier tiré aléatoirement.
Le classement est établi sur l'ancien barème de points (victoire à 2 points, match nul à 1, défaite à 0).
Le départage final se fait selon les critères suivants :
- Le nombre de points.
- Un match d'appui pour départager les équipes.

#### Classement
| Rang | Équipe            | Pts | J | G | N | P | Bp | Bc | Diff |
| ---- | ----------------- | --- | - | - | - | - | -- | -- | ---- |
| 1    | Excélsior FC (en) |     |   |   |   |   |    |    |      |
| 2    | CD Sonsonate      |     |   |   |   |   |    |    |      |
| 3    | CD Atlético Marte |     |   |   |   |   |    |    |      |
| 4    | Adler San Nicolas |     |   |   |   |   |    |    |      |

| Légende : Qualifications et relégations | Légende : Qualifications et relégations |
| --------------------------------------- | --------------------------------------- |
|                                         | Relégué en Segunda División             |

### La phase finale
Lors de la phase finale, les six équipes qualifiées affrontent à deux reprises les cinq autres équipes selon un calendrier tiré aléatoirement.
Le classement est établi sur l'ancien barème de points (victoire à 2 points, match nul à 1, défaite à 0).
Le départage final se fait selon les critères suivants :
- Le nombre de points.
- Un match d'appui pour départager les équipes.

#### Classement
| Rang | Équipe                      | Pts | J  | G | N | P | Bp | Bc | Diff |
| ---- | --------------------------- | --- | -- | - | - | - | -- | -- | ---- |
| 1    | CD Águila                   | 15  | 10 | 6 | 3 | 1 | 13 | 5  | +8   |
| 2    | CD Juventud Olímpica (T)    | 12  | 10 | 5 | 2 | 3 | 8  | 7  | +1   |
| 3    | Universidad Gerardo Barrios | 11  | 10 | 5 | 1 | 4 | 15 | 11 | +4   |
| 4    | Alianza FC                  | 11  | 10 | 4 | 3 | 3 | 8  | 8  | 0    |
| 5    | Club Deportivo FAS          | 7   | 10 | 2 | 3 | 5 | 7  | 12 | -5   |
| 6    | CD Municipal Limeño (P)     | 4   | 10 | 1 | 2 | 7 | 5  | 13 | -8   |

| Légende : Qualifications et relégations | Légende : Qualifications et relégations                                                                                |
| --------------------------------------- | --- |
|                                         | Coupe des champions de la CONCACAF 1973 (1er Tour de qualification) Coupe de la fraternité 1973 (en) (Phase de groupe) |
|                                         | (T) : Tenant du titre (P) : Promu de la saison 1971                                                                    |

## Bilan du tournoi
| Tableau d'Honneur     |           |
| Compétition           | Vainqueur |
| Primera División 1972 | CD Águila |

| Qualifications continentales 1972-1973 |                                |
| Coupe des champions de la CONCACAF     | Qualifiés                      |
| Premier tour de qualification          | CD Águila CD Juventud Olímpica |
| Coupe de la Fraternité                 | Qualifiés                      |
| Phase de groupe (en)                   | CD Águila CD Juventud Olímpica |

| Promotions et relégations   |                     |
| Relégué en Segunda División | Adler San Nicolas   |
| Promu de Segunda División   | CD Luis Ángel Firpo |